# Riding the Bullet
Riding the Bullet ist ein US-amerikanischer Horrorfilm aus dem Jahr 2004, der auf der Erzählung Achterbahn (engl. Riding The Bullet) aus der Kurzgeschichtensammlung Im Kabinett des Todes von Stephen King basiert. Mick Garris führte Regie, schrieb das Drehbuch und produzierte den Film.

## Handlung
Der 21-jährige Student Alan Parker versucht sich an Halloween im Jahr 1969 das Leben zu nehmen und wird von Ärzten gerettet. Nach der Entlassung aus dem Krankenhaus wird er von seiner Freundin verlassen. Ständig wird Alan von Todesvisionen heimgesucht. Er erfährt, dass seine Mutter nach einem Schlaganfall dem Tod nahe ist, und beschließt, statt mit seinen Freunden zum John-Lennon-Konzert nach Toronto zu fahren, in seine Heimat zu seiner Mutter zu trampen, um sie im Krankenhaus zu besuchen.
Als er in den Wagen von George Staub einsteigt, beginnt Alans Höllentrip. George rast wie verrückt, nimmt keine Rücksicht und scheint alles über Alan zu wissen. Es stellt sich heraus, dass George bereits tot ist. Er führt Alan zurück in seine Erinnerungen und in seine Kindheit. Dabei steht „The Bullet“, eine Achterbahn die Alan sich nie getraut hat zu fahren, im Vordergrund.
Alan muss schließlich die denkbar schwerste Entscheidung seines Lebens fällen. George sagt, er wird einen Menschen mit in den Tod nehmen. Die Entscheidung liegt bei Alan, ob dies seine Mutter oder er selbst sein wird. Alan ringt lange mit sich und entscheidet sich letztlich für sein Leben und damit den Tod seiner Mutter. Als Alan im Krankenhaus ankommt, wird ihm mitgeteilt, dass sich seine Mutter auf dem Weg der Besserung befinde. Tatsächlich erholt sie sich von dem Schlaganfall, wird aus dem Krankenhaus entlassen und verbringt noch drei Jahre mit ihrem Sohn zusammen, bevor sie stirbt.

## Hintergrund
Der Film wurde in Calgary und Vancouver in Kanada gedreht. Die Dreharbeiten begannen am 11. November 2003. Das Budget des Films belief sich auf geschätzte fünf Millionen US-Dollar. Am 15. Oktober 2004 feierte er seine Premiere in den USA. Am Eröffnungswochenende spielte er in den USA rund 100.000 US-Dollar ein. In Europa war der Film erstmals am 3. Februar 2005 in Portugal in den Kinos zu sehen, während er in den meisten anderen europäischen Staaten als Direct-to-Video-Produktion auf DVD erschien.
Die Kurzgeschichte, auf der der Film basiert, sorgte im Jahre 2000 für Aufsehen, da Stephen King sie vorab im Internet als kostenloses E-Book zum Download anbot. Mehr als 700.000 Internetnutzer nahmen dieses Angebot wahr. Im Nachhinein allerdings beklagte sich King im Vorwort zur Kurzgeschichtensammlung Im Kabinett des Todes darüber, dass die meisten Leser sich nur für die Art und Weise der Veröffentlichung und nicht für die Geschichte selbst interessierten.
In Stephen Kings Kurzgeschichte fährt George Staub einen Ford Mustang. Als Hommage an Stephen Kings Werk Christine, die die Liebe und Abhängigkeit eines Schülers zu seinem Auto, einem rot lackierten 1958er Plymouth Fury mit weißem Top, erzählt, wurde der Ford Mustang durch einen 1960er Plymouth Fury mit identischer Lackierung ersetzt.
Im Film erzählt Alans Mutter ihrem Sohn, dass sein Vater von einem Auto überfahren wurde, während er mit seinem Reservekanister auf dem Weg zu einer Tankstelle war. Tatsächlich ist Stephen King am 19. Juni 1999 von einem Fahrzeug angefahren und beinahe getötet worden, als er die Route 5 in Lowell in Maine entlang lief.

## Kritik
Das Lexikon des internationalen Films urteilte, „die nachlässige Ausstattung“ des Films würde „durch ordentliche schauspielerische Leistungen und gutes Timing aufgewogen“.

## Auszeichnungen
Jonathan Jackson erhielt 2005 eine Nominierung für den Saturn Award als Bester Nachwuchsdarsteller.